# 전주공업고등학교
전주공업고등학교(全州工業高等學校)는 대한민국 전북특별자치도 전주시 덕진구 여의동에 있는 공립 고등학교이다.

## 학교 연혁
- 1916년 5월 1일 : 전주간이공업학교 개교
- 1938년 3월 24일 : 전주공립공업전수학교(2년제)
- 1944년 4월 1일 : 전주공립공업학교(4년제)
- 1946년 9월 1일 : 전주공립공업중학교(6년제)
- 1950년 5월 12일 : 전주공업고등학교(3년제) 개편
- 1978년 3월 1일 :  전주건설공업고등학교 교명 개편
- 1981년 12월 30일 : 현 교사로 이전(전주시 덕진구 여산로 101)
- 1988년 3월 1일 : 전주공업고등학교로 교명 환원
- 2022년 3월 1일 : 6개과 38학급 편성(일반 36학급, 특수 2학급)
- 2023년 3월 1일 : 제26대 오홍학 교장 취임
- 2024년 2월 7일 : 제106회 졸업식 졸업생 223명(총 39,768명)

## 설치 학과
- 기계과
- 전기과
- 전자과
- 자동차과
- 토목과
- 건축과

## 참고 자료
- 전주공업고등학교 - 한국교육학술정보원 학교알리미